# Louis-Nicolas de Razout
Louis-Nicolas, comte de Razout, né le 8 mars 1772 à Paris et mort le 10 janvier 1820 à Metz, est un général français de la Révolution et de l’Empire.

## Biographie

### De sous-lieutenant à colonel
D'une famille noble de Bourgogne, branche bâtarde de la maison de Bourbon Busset, il est le fils de Louis-Henri de Razout, avocat au Parlement de Paris. Après avoir étudié le droit, il devient sous-lieutenant au 51e régiment d'infanterie le 12 janvier 1792, puis lieutenant le 8 mars 1792. Aide de camp du général Pelletier le 13 octobre 1794, de l'adjudant-général Charton le 21 décembre 1794 puis du général Sahuguet le 12 septembre 1796, il est promu capitaine le 13 octobre 1796. Il se lie avec Joubert bien qu'il ne partage pas toujours ses opinions politiques. Quand Joubert devient général, il le prend comme aide de camp à son état-major et, blessé mortellement à la bataille de Novi, il expire dans ses bras. Passé à l'état-major d'Augereau, il devient colonel le 1er novembre 1799 et est nommé à l'état-major général de l'armée. Il seconde Bonaparte lors du coup d'État du 18 brumaire.

### Général de l'Empire
Razout se distingue aux batailles d'Austerlitz et de Lübeck et passe général de brigade le 14 février 1807. Il commande en Espagne une brigade du corps du maréchal Moncey dans l'expédition sur Valence et prend part au siège de Saragosse. Il est ensuite nommé commandant de Vienne et est mis à la tête d'une brigade qui occupe les îles du Prater. Il participe également à la bataille de Wagram et est promu général de division le 31 juillet 1811. Il commande une des divisions du corps du maréchal Ney qui se distinguent à la bataille de Valoutina Gora, à la bataille de la Moskova et dans la retraite de Moscou. Il organise et commande ensuite une division du corps de Gouvion Saint-Cyr.

### Au service du roi
Il prévoyait depuis longtemps la chute de Napoléon et est le premier à adresser, de Raab, en Hongrie, où il est prisonnier, sa soumission au roi Louis XVIII et à provoquer celle des officiers qui s'y trouvent avec lui. Quand il est de retour en France, Louis XVIII le fait chevalier de Saint-Louis. Le ministre lui propose le commandement d'un département mais Razout refuse cette proposition en la considérant incompatible avec son grade. Il reste dès lors sans activité, mais il se rend auprès du roi lors des Cent-Jours en 1815 et, après son entrée dans la capitale, il reste caché plusieurs jours. Il se décide plus tard à prendre du service et est chargé du commandement de la 21e division militaire à Bourges, où il coopère beaucoup au maintien de l'ordre pendant le licenciement de l'armée de la Loire. Il accepte en 1819, le commandement de la 3e division dont le quartier général se trouve à Metz. Il est membre du Conseil de guerre Morand. Il meurt à Metz le 10 janvier 1820 et y est enterré avec de grands honneurs.

## Famille
Il épouse Catherine Formé, fille de Louis Formé, propriétaire du château de Lantilly et petite-fille de l'architecte Charles-Pierre Couston. Elle est la belle-sœur du baron Auguste Ballyet et la tante par alliance du comte Alexis de Cadoine de Gabriac (époux de Valentine Formé, châtelaine de Lantilly), ministre plénipotentiaire de France au Mexique sous Napoléon III.

## Hommage et honneurs

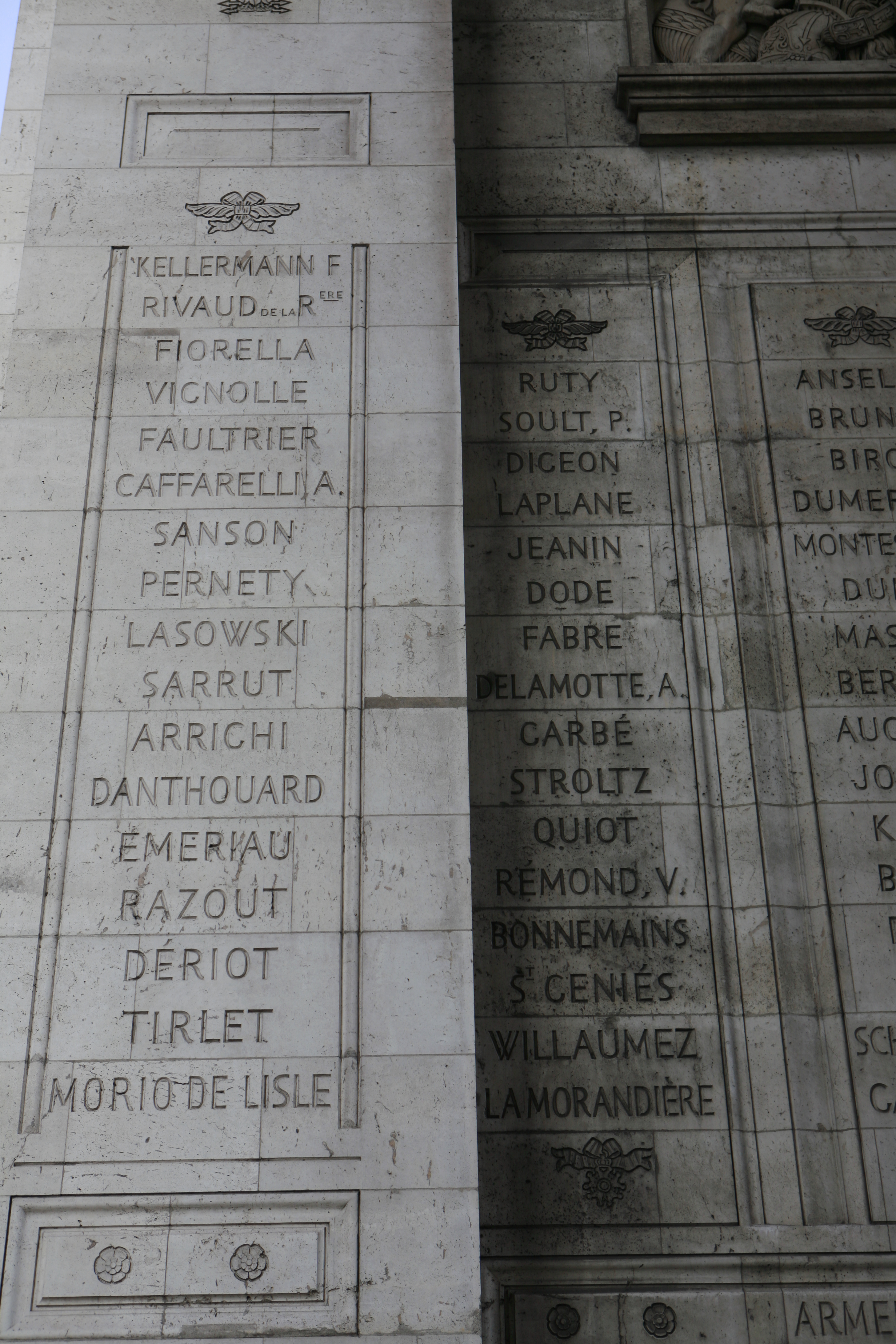
de l’arc de triomphe de l’Étoile.

Le nom de Razout est gravé sur le pilier sud (21e colonne) de l’arc de triomphe de l’Étoile, à Paris.

### Sources
- Georges Six, Dictionnaire biographique des généraux et amiraux français de la Révolution et de l'Empire, Librairie historique et nobiliaire Georges Saffroy, Paris, 1934
- Louis Gabriel Michaud, Biographie universelle ancienne et moderne, 1863
- « Cote LH/2276/31 », base Léonore, ministère français de la Culture